# يوسفي (فاكهة)

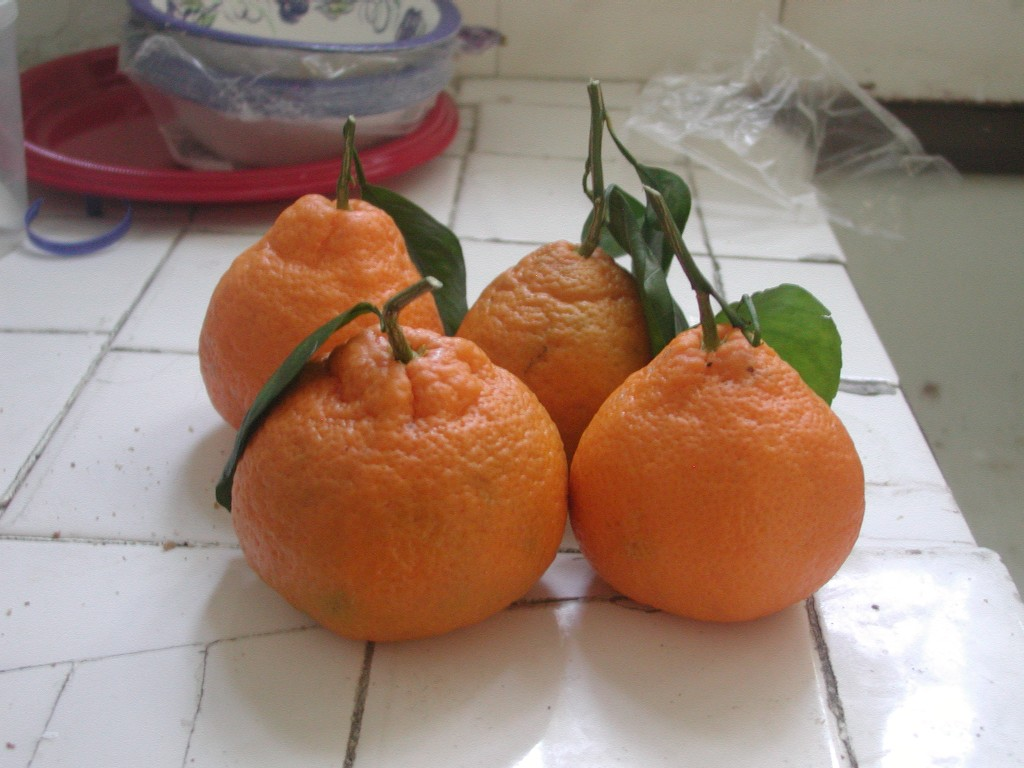
اليوسفي

اليوسفي أو الليمون الشبكي أو الأفندي أو يوسف أفندي أو اليوسفندي و السفندي في مصر والسعودية أو المندلينا أو المندرين (في شمال أفريقيا) أو اللالنكي (في العراق) أو السنطرة في ساحل الخليج العربي (الاسم العلمي:Citrus reticulata) هو نوع من النباتات يتبع جنس الليمون من الفصيلة السذابية. وهي فاكهة من الحمضيات تشبه البرتقال، وأصل اسم المندرين من لغة أهل الملايو الذين سموه (منتاري) أي الوزير. وأطلق الاسم فيما بعد على مقاطعة صينية هي مقاطعة مندرين. وأطلق أيضاً على كبار الموظفين الصينيين لأنهم كانوا يلبسون قبعات عليها زر كبير يشبه المندرين. وكانت ملابسهم أيضاً بلون المندرين.

## تسمية يوسف أفندي
في إطار اهتمام محمد علي باشا بالتجارب الزراعية في أيار/مايو 1830م، أمر بإرسال مجموعة من أشجار العنب والتوت والليمون والتين المستحضرة من الأستانة (اسطنبول حاليا في تركيا)، وقام بتخصيص 100 فدان بجوار حديقة شبرا لزراعة هذه المزروعات الأوروبية. أرسل 30 شخصًا لتعليمهم زراعة تلك الأصناف على يد ثلاثة تلاميذ عادوا من بعثات علمية إلى فرنسا وإيطاليا. وكان أحد هؤلاء الطلبة هو يوسف أفندي، الذي عند عودتهم من فرنسا حصلت ريح شديدة، سببت إقامة العائدين معه نحو ثلاثة أسابيع في جزيرة مالطا وتصادف في تلك المدة أنه رست سفن حاملة أشجارا مثمرة من جهات الصين واليابان، فاشترى منها يوسف أفندي هذا ثمانية براميل بها شجر مثمر من النوع المعروف الآن باسم اليوسفي وعندما وصل الإسكندرية وجاء وقت مقابلة محمد علي باشا التمس يوسف أن يحمل معه بعضًا من هذه الفاكهة، التي كان قد اشترى أشجارها، وعندما تناولها محمد علي باشا أعجبته وسأل عن اسم الفاكهة، وكان يوسف سأل قبل ذلك بعض الحاشية عمن يحبه محمد علي من أولاده أكثر من غيره، فأخبره أنه يحب طوسون باشا، فقال يوسف له: إن اسمها هو «طوسون»، فتبسم محمد علي، وقال: ما اسمك؟ قال يوسف. فأمر محمد علي بتسميتها «يوسف أفندي» التي تقال أحيانا «يوسفي» وأمر بزراعة هذه الفاكهة الجديدة في حديقة قصر شبرا، فعرفت منذ ذلك الحين باليوسف أفندي.[بحاجة لمصدر]

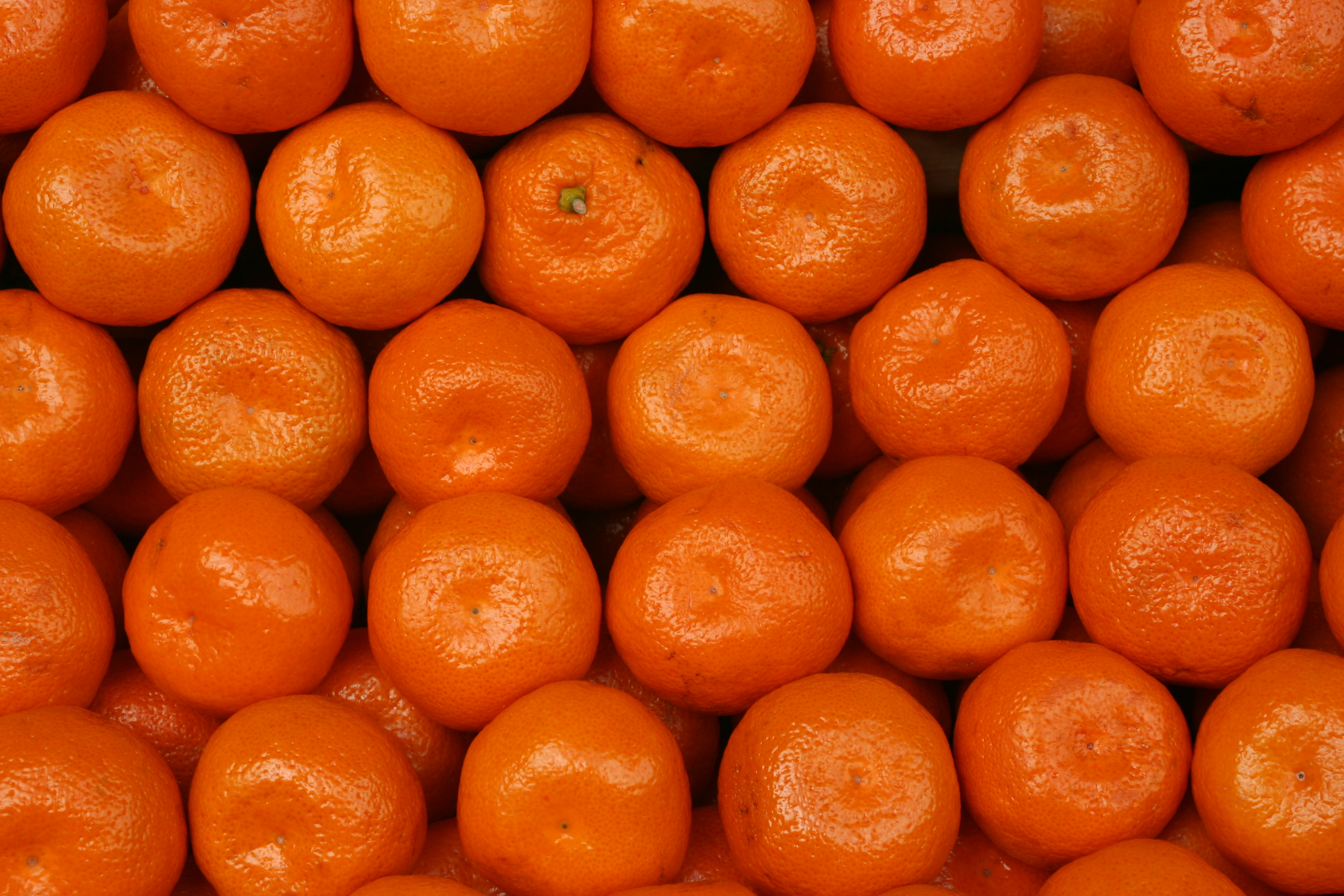
اليوسفي

والكلمنتينة هي أحد أصناف هذه الفاكهة.

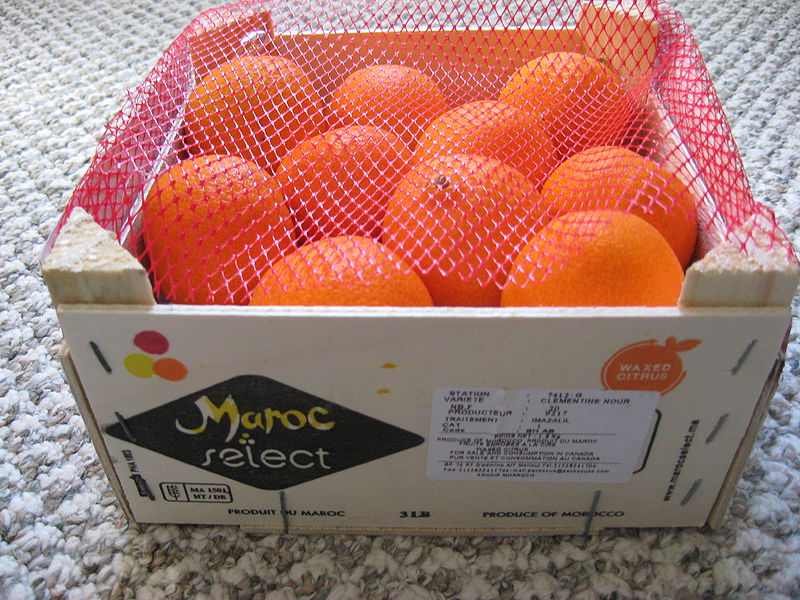
يوسفي من إنتاج المغرب في الأسواق الكندية

## فوائد اليوسفي
أشار بحث وضعه علماء يابانيون إلى أن تناول اليوسفي قد يفيد في الحد من أخطار سرطان الكبد والأمراض الأخرى المتعلقة به. لأنه غني بمركبات فيتامين آي A والمسماة كاروتينويدات والتي تعطي اليوسفي لونه البرتقالي.
وحسب إحدى الدراسات توصل العلماء إلى أن أكل المندرين يخفض خطر الإصابة بسرطان الكبد وتصلب الشرايين ومقاومة الإنسولين، وفي دراسة ثانية وجد العلماء أن شرب عصير المندرين يخفض احتمال تطور التهابات الكبد المزمنة إلى سرطان في مرحلة لاحقة.